# Wolfgang Petke

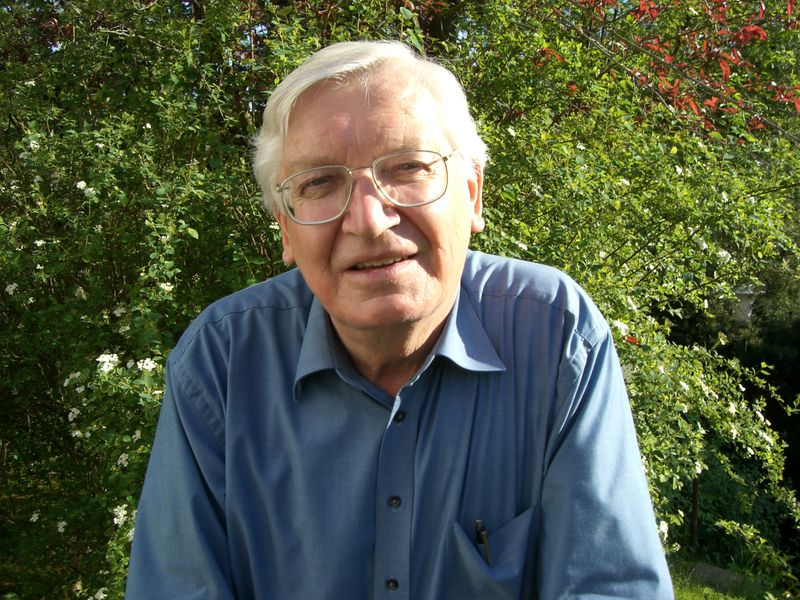
Wolfgang Petke, aufgenommen von seiner Tochter im Mai 2008.

Wolfgang Petke (* 30. Oktober 1941 in Spremberg) ist ein deutscher Historiker und Diplomatiker. Seine Forschungen hatten wesentlichen Anteil an einer Neubewertung des Königtums Lothars III.

## Leben und Wirken
Wolfgang Petke wuchs in Solingen auf. Nach dem Abitur studierte Petke an den Universitäten Tübingen und Göttingen Geschichte und Deutsche Philologie. Bei Hans Goetting in Göttingen wurde er 1969 promoviert über die Grafen von Wöltingerode Wohldenberg, ein Adelsgeschlecht, das die Geschichte des südlichen Niedersachsen im 12. und 13. Jahrhundert wesentlich geprägt hat. Petkes Habilitation erfolgte mit einer Arbeit über Kanzlei, Kapelle und königliche Kurie unter Lothar III. Er war seit 1983 an der Universität Göttingen Dozent für Mittlere und Neuere Geschichte und Historische Hilfswissenschaften. Petke war von 1997 bis 2007 Leiter der Sammlung des traditionsreichen Diplomatischen Apparats an der Universität Göttingen. Seit 1994 gehörte er dem Beirat der Gesellschaft für niedersächsische Kirchengeschichte an.
Petke forschte über Adel und Herrschaft im Mittelalter. Seine Göttinger Habilitationsschrift befasst sich mit „den Personen, die am Zustandekommen politischer Entscheidungen am Hof Kaiser Lothars III. beteiligt waren“ und „die als Ratgeber, als Vertraute und Helfer dem König nahestanden“. Durch eine Analyse des Verhältnisses Lothars zu Erzbischof Adalbert I. von Mainz wurde die ältere Forschungsmeinung allzu großer Kirchenfreundlichkeit weiter entkräftet. Petke kommt zum Schluss, dass Adalbert nicht zum Kreis der politischen Vertrauten Lothars zu rechnen sei. Er sorgte durch seine Habilitationsschrift und als Bearbeiter der Regesta Imperii der Jahre 1125 bis 1137 für ein besseres Verständnis der Herrschaftszeit des Süpplingenburgers Lothars III. Er verfasste auch das Porträt des Kaisers in dem von Helmut Beumann herausgegebenen Werk Kaisergestalten des Mittelalters.
Petke legte einschlägige Arbeiten über die mittelalterliche Pfarrei vor und konnte in Göttingen zahlreiche Schüler gewinnen, die grundlegende Untersuchungen über das mittelalterliche Pfarrwesen veröffentlicht haben. Seit den 1990er Jahren konnte er zwölf Dissertationen zu Themen des Niederkirchenwesens anregen. Sein Verdienst ist es, dass die Pfarrei als Institution des kirchlichen Lebens und wichtige Schnittstelle von Kirche und Welt in Deutschland besser erforscht ist als in anderen Ländern. Auch im Bereich der Historischen Hilfswissenschaften veröffentlichte Petke wichtige Arbeiten zur Diplomatik.

## Schriften (Auswahl)
Ein Schriftenverzeichnis erschien in: Sabine Arend, Daniel Berger, Carola Brückner u. a. (Hrsg.): Vielfalt und Aktualität des Mittelalters. Festschrift für Wolfgang Petke zum 65. Geburtstag (= Veröffentlichungen des Instituts für Historische Landesforschung der Universität Göttingen. Bd. 48). Verlag für Regionalgeschichte, Bielefeld 2006, ISBN 3-89534-608-X, S. 739–741.
Monographien
- Kanzlei, Kapelle und königliche Kurie unter Lothar III. (1125–1137) (= Forschungen zur Kaiser- und Papstgeschichte des Mittelalters. Bd. 5). Böhlau, Köln 1985 (Zugleich: Göttingen, Universität, Habilitations-Schrift, 1982/83).
- Die Grafen von Wöltingerode-Wohldenberg. Adelsherrschaft, Königtum und Landesherrschaft am Nordwestharz im 12. und 13. Jahrhundert (= Veröffentlichungen des Instituts für Historische Landesforschung der Universität Göttingen. Bd. 4). Lax, Hildesheim 1971 (Zugleich: Göttingen, Universität, Dissertation, 1969).
- mit Hermann Jakobs: Papsturkundenforschung und Historie. Aus der Germania Pontificia Halberstadt und Lüttich (= Studien und Vorarbeiten zur Germania pontificia. Bd. 9). Böhlau, Köln u. a. 2008, ISBN 978-3-412-20024-4.

Aufsatzsammlung
- Aufsätze zur Pfarreigeschichte in Mittelalter und Früher Neuzeit (= Studien zur Kirchengeschichte Niedersachsens. Bd. 52). V&R unipress, Göttingen 2021, ISBN 978-3-8471-1224-2 (enthält 13 Beiträge, die Petke von 1992 bis 2016 veröffentlicht hat).

Edition
- (Bearb.): Regesta Imperii. Teil 4. Abt. 1: Die Regesten des Kaiserreiches unter Lothar III. und Konrad III. Teil 1: Lothar III. 1125 (1075)–1137. Böhlau, Köln u. a. 1994, ISBN 3-412-03493-2.